# Agribalyse
Agribalyse est une base de données produite par l'Agence de l'environnement et de la maîtrise de l'énergie permettant de connaître l'impact environnemental des produits agricoles en suivant la méthode de l'analyse du cycle de vie. C'est la base de données d'inventaires de cycle de vie de référence sur les produits agricoles et agroalimentaires français, et la plus utilisée pour la réalisation d'études d'analyse de cycle de vie sur l'agriculture et l'alimentation en France.
La version 3.0 de la base est disponible de façon gratuite depuis juin 2020 dans les logiciels d'analyse de cycle de vie OpenLCA et SimaPro sous forme de base de données d'inventaires de cycle de vie, et le jeu de données "grand public" est publié depuis septembre 2020.
La version 3.1 est disponible depuis octobre 2022, toujours en deux versions : la version détaillée, disponible dans les logiciels SimaPro, Brightway et OpenLCA, et la version simplifiée en tableurs comprenant les indicateurs environnementaux.